# Amobarbital
Amobarbital je barbiturat sa hipnotičkim i sedativnim svojstvima. On se ne primenjuje se u lečenju anksioznosti. Njegove nuspojave su uglavnom posledica dozno zavisne CNS depresije i povišen rizik od zavisnosti pri dugotrajnoj upotrebi.

## Spoljašnje veze
|  | Molimo Vas, obratite pažnju na važno upozorenje u vezi sa temama iz oblasti medicine (zdravlja). |